# Le Royaume de Kensuké
Le Royaume de Kensuké (titre original : Kensuke's Kingdom) est un roman de Michael Morpurgo destiné à un public pré-adolescent ou adolescent. C'est un livre d'aventures s'inspirant de Robinson Crusoé. 
Le roman est publié pour la première fois à Londres en 1999. Traduit en français par Diane Ménard et illustré par François Place, il a été publié pour la première fois en 2000 par les éditions Gallimard Jeunesse.
En Grande-Bretagne, le roman a obtenu la Children's Book Award 2000 (en), une récompense décernée par un jury international de vingt mille enfants. En France, il a obtenu, en 2001, le prix Sorcières catégorie Roman, et le prix Tam-Tam.

## Principaux personnages
- Michael
- Kensuké Ogawa
- Stella Artois, berger allemand et chienne de Michael
- les parents de Michael
- les orangs-outans et les gibbons
- les braconniers chasseurs d'animaux
- Michiya, fils de Kensuké

## Résumé
Le roman est composé de dix chapitres et d'un post-scriptum.
Michael vit avec ses parents en Grande-Bretagne. Un jour, son père et sa mère reçoivent une lettre pour leur annoncer qu'ils sont licenciés de l'usine de briqueterie et perdent tout espoir de retrouver un travail en rapport avec leurs compétences. Avec l'indemnité de licenciement et le fruit de la vente du véhicule familial, le père de Michael, approuvé par la mère, décide d'acheter un bateau nommé Peggy Sue et de faire le tour du monde. L'enfant reçoit de son meilleur ami un ballon de football pour lui rappeler leur amitié. 
C'est ainsi que le 10 septembre 1987, Michael embarque avec ses parents et le chien de berger Stella Artois sur le voilier Peggy Sue afin de faire un long périple maritime. Michael a alors 11 ans.
Quittant la Grande-Bretagne, ils traversent l'Atlantique, passent au large de Sainte-Hélène, descendent jusqu'au cap de Bonne-Espérance, se dirigent vers l'Australie, afin de rendre visite au frère de la mère habitant Perth. Après avoir découvert ces lieux et vécu des escales inoubliables, quittant Sydney, ils naviguent dans l'océan Pacifique, projetant d'aller découvrir la Grande Barrière de corail, puis la Papouasie-Nouvelle-Guinée. Au cours d'un terrible orage qui les pousse au nord de la mer de Corail, le 28 juillet 1988, Michael et Stella Artois sont projetés hors du bateau (lui s'accroche à son ballon comme à une bouée) et échappent à une mort certaine en s'échouant sur une île située à proximité.
Michael trouve refuge dans une grotte. Le lendemain, Stella n'est pas avec lui, si bien qu'il va regarder dehors. Stella est en train de boire de l'eau dans un bol. À proximité se trouvent un poisson et des bananes. Les jours suivants, Michael et sa chienne reçoivent à boire et à manger. Michael comprend que quelqu'un d'autre habite dans la petite île. Quelques jours après le naufrage, Michael aperçoit un navire au loin et décide d'allumer un feu pour alerter les marins susceptibles de naviguer dans les parages. Le feu allumé, il va chercher du bois et en revenant, il voit un vieil homme qui est en train d'éteindre le feu. Cet homme est Kensuké, un petit et vieil Asiatique, angoissé par la découverte qu'un humain réside sur l'île. Il ne souhaite pas faire connaître son existence au monde.
Dans les premiers temps, Michael a des difficultés pour communiquer avec l’homme, qui parle mal l’anglais. Au fil des semaines et des mois, l'enfant et le vieil homme « s'apprivoisent » mutuellement et deviennent amis. Kensuké appelle l'enfant sous le pseudonyme affectueux de « Micasan » et lui apprend à pêcher et à peindre sur toutes sortes de surfaces (bois, coquillages, etc), tandis que Michael lui apprend des rudiments d'anglais et lui parle de sa vie passée en Occident. Un soir, Kensuké révèle son passé au garçon. Âgé d'environ 30 ans en 1945 à la fin de la Seconde Guerre mondiale et alors médecin militaire, ce Japonais avait appris que sa ville de Nagasaki avait été anéantie par l'arme atomique. Toute sa famille, à savoir son épouse Kimi et leur enfant Michiya, y habitait : il était désormais seul au monde. Peu après, son navire avait fait naufrage, et comme Michael, il avait réussi à aborder sur l'île. Depuis 43 ans, Kensuké vit donc seul dans l'île, se nourrissant de poissons, de crabes et de divers fruits tropicaux. Il n'a jamais cherché à attirer l'attention sur lui et n'a jamais tenté d'attirer des navires afin de pouvoir retourner au Japon où il n'avait plus d'attaches. Il vit sereinement avec ses amis les orang-outans. 
Un jour, Michael aperçoit une jonque et s'apprête à allumer un feu de détresse, mais Kensuké le retient car le bateau est rempli de bandits qui ont déjà, dans le passé, accosté sur l'île pour y tuer ou s'emparer des gibbons. Les ayant espionnés, Kensuké connaît donc leur méchanceté et leur cupidité. Kensuké entraîne Michael et les orang-outans dans une grotte cachée. Les bandits viennent dans l'île mais ne trouvent pas beaucoup de singe à tuer, bien qu'ils réussissent à abattre deux gibbons.
Plusieurs semaines se passent. Michael aperçoit de nouveau un navire blanc au loin, près de la ligne d'horizon. Il ne s'agit pas de l’embarcation des bandits. Kensuké accepte d'allumer un feu. En regardant avec les jumelles, Michael constate que le navire est piloté par ses parents. Les retrouvailles entre le fils perdu et les parents ont lieu : si, après presque un an de recherches, le père avait perdu tout espoir de retrouver son enfant, en revanche la mère n'avait jamais abandonné. Invité par Michael à embarquer pour retourner au Japon, Kensuké renonce à quitter l'île. Il explique qu'il n’a aucune famille au Japon, que personne ne l'attend et qu'il préfère vivre sa fin de vie sur l'île, avec ses amis les orang-outans. Le vieil homme précise : « Mon monde est ici. J'ai pensé à tout ça pendant longtemps. Si Kimi est vivante, si Michiya est vivant, alors ils pensent je suis mort depuis longtemps. Je serais comme un fantôme si je revenais à la maison. Je ne suis plus la même personne. Ils ne sont plus les mêmes. Et en plus, j'ai famille, ici, famille d'orang-outans. Peut-être les tueurs viennent encore. Qui s'occupera d'eux alors ? Non, je reste dans mon île. Ma place est ici. C'est le Royaume de Kensuké. Empereur doit rester dans son royaume, s'occuper de son peuple. Empereur ne s'enfuit pas. Ce n'est pas une chose honorable. ». Kensuké demande aussi à Michael de ne pas parler de lui et de l'île pendant les dix prochaines années, d'ici lesquelles il finirait sans doute par mourir.
Les années passent et, devenu adulte, Michael publie son récit pour notamment honorer la mémoire du Japonais. Quatre ans après la publication de son livre, il reçoit alors une lettre de Michiya Ogawa, le fils de Kensuké, lui proposant de venir le voir au Japon pour évoquer la mémoire de son père. L'homme explique que lorsque la bombe atomique avait détruit Nagasaki en août 1945, l'épouse de Kensuké et leur enfant, Michiya, ne se trouvaient pas dans la ville, étant allés saluer des membres de la famille loin de là. La mère de Michiya est décédée trois ans auparavant, et Michiya a été ému par le témoignage présenté par Michael. Lorsque ce dernier va voir le Japonais, il découvre que l’homme rit exactement comme son père.

## Adaptation au cinéma
Une adaptation animée pour le cinéma est sortie le 7 février 2024. Le film, réalisé par Neil Boyle et Kirk Hendry, est distribué en France par Le Pacte.